# Саутгейвен (Міссісіпі)
Саутгейвен (англ. Southaven) — місто (англ. city) в США, в окрузі Десото штату Міссісіпі. Населення — 54 648 осіб (2020).

## Географія
Саутгейвен розташований за координатами 34°57′3″ пн. ш. 89°58′41″ зх. д. / 34.95083° пн. ш. 89.97806° зх. д. (34.950842, -89.977981).  За даними Бюро перепису населення США в 2010 році місто мало площу 107,56 км², з яких 106,84 км² — суходіл та 0,73 км² — водойми.

## Демографія
Згідно з переписом 2010 року, у місті мешкали 48 982 особи в 17 969 домогосподарствах у складі 13 125 родин. Густота населення становила 455 осіб/км².  Було 19101 помешкання (178/км²).
Расовий склад населення:
| - 71,0 % — білих - 22,2 % — чорних або афроамериканців - 1,7 % — азіатів - 0,3 % — корінних американців - 0,1 % — вихідців з тихоокеанських островів - 3,0 % — осіб інших рас |

До двох чи більше рас належало 1,7 %. Частка іспаномовних становила 5,0 % від усіх жителів.
За віковим діапазоном населення розподілялося таким чином: 28,2 % — особи молодші 18 років, 61,4 % — особи у віці 18—64 років, 10,4 % — особи у віці 65 років та старші. Медіана віку мешканця становила 33,7 року. На 100 осіб жіночої статі у місті припадало 92,8 чоловіків;  на 100 жінок у віці від 18 років та старших — 88,2 чоловіків також старших 18 років.
Середній дохід на одне домашнє господарство  становив 67 479 доларів США (медіана — 58 227), а середній дохід на одну сім'ю — 75 332 долари (медіана — 67 315). Медіана доходів становила 47 381 долар для чоловіків та 38 623 долари для жінок. За межею бідності перебувало 11,4 % осіб, у тому числі 15,3 % дітей у віці до 18 років та 6,1 % осіб у віці 65 років та старших.
Цивільне працевлаштоване населення становило 25 546 осіб. Основні галузі зайнятості: освіта, охорона здоров'я та соціальна допомога — 22,3 %, транспорт — 12,4 %, роздрібна торгівля — 11,0 %.